# Конвергенция (биология)
Вижте пояснителната страница за други значения на Конвергенция.
Като значение терминът може да се сбърка с паралелна еволюция. Разликата между двете е, че паралелизмът се осъществява при родствени, а конвергенцията – при неродствени организми.
Конвергентна еволюция или конвергенцията е термин в еволюционната биология. Конвергентна еволюция се нарича процесът на независимо развитие на сходни белези у неродствени организми.
В резултат на конвергентна еволюция са аналогните органи. Те възникват, когато неродствени организми обитават среда със сходни условия. По тази причина силно различни по устройство и произход организми се приспособяват към условията на средата по сходен начин. 
Конвергентната еволюция не се отразява върху общия план на устройство, който запазва характера си при всяка от конвергиращите групи.

## Примери за конвергентна еволюция
Типичен пример за конвергенция са китът, ихтиозавърът, пингвинът и акулата, които принадлежат към различни класове – бозайници, влечуги, птици и риби. В резултат от конвегенцията при еднаквите условия за живот възниква сходство във формата на тялото, перките и плавниците.